# Kill Six Billion Demons
Kill Six Billion Demons (ou KSBD) est une bande dessinée en ligne au format roman graphique, crée en 2013 par Tom Parkinson-Morgan sous le pseudonyme Abbadon. L'histoire suit le personnage d'Allison Ruth lors de son voyage vers le centre du multivers pour sauver son petit ami. Elle est inspirée par les thèmes de la science-fiction, de la fantasy, de la mythologie religieuse et de la philosophie.  
Le rythme de parution est d'une page tous les mardis et vendredis. Celles-ci sont rassemblées en chapitres, de taille variant d'environ 10 à 30 pages. Chaque livre rassemble 5 à 10 chapitres. L'auteur est ouvert aux propositions des lecteurs pour influencer l'histoire et propose à ceux-ci de lui communiquer leurs idées graphiques et scénaristiques, notamment pour les éléments d'arrière-plan. 
Elle est éditée depuis le 7 septembre 2016 par Image Comics à la classification T+ (16 ans et plus),.

## Synopsis
Le multivers est en proie au chaos. Sur le monde de Throne, au centre du multivers, les sept démiurges encore en place après la disparition du Dieu unique ne se soucient que de leur position tandis que les guildes de criminels font la loi. 
Allison Ruth, une barista sur le point d'avoir sa première fois, reçoit la visite d'une mystérieuse figure sanglante qui lui fait don d'une relique sacrée : la Clé. Tandis que son petit ami Zaid est kidnappé par des anges, elle est transportée sur le monde de Throne. Les rumeurs concernant la Clé commencent à se répandre et Allison, qui veut retrouver Zaid, se voit chargée d'assurer la sécurité du multivers en protégeant l'artefact. 

## Livres

### Livre I: Kill Six Billion Demons
- Statut : achevé, édité le 7 septembre 2016  (ISBN 1534300147)
- Chapitres : 5
- Pages : 92

### Livre II: Wielder of Names
- Statut : achevé, édité le 3 janvier 2018  (ISBN 1534306455)
- Chapitres : 6
- Pages : 120

### Livre III: Seeker of Thrones
- Statut : achevé, édité le 6 mars 2019  (ISBN 9781534312012)
- Chapitres : 11
- Pages : 147

### Livre IV: King of Swords
- Statut : achevé, édité le 10 août 2021  (ISBN 1534319131)
- Chapitres : 10
- Pages : 170

### Livre V: Breaker of Infinities
- Statut : achevé
- Chapitres : 4
- Pages : 123

### Livre VI: Wheel Smashing Lord
- Statut : en cours
- Chapitres : 1
- Pages : 1

## Réception
Kill Six Billion Demons reçoit un accueil favorable dès les premières publications. Les critiques saluent un style graphique riche et faisant la part belle aux expressions des personnages. La densité de l'univers de l’œuvre est remarquée, ainsi que la profondeur des thèmes abordés. Alex Manfield remarque une similarité entre KSBD et les œuvres de Hayao Miyazaki au niveau des sujets de l'aventure merveilleuse. Du fait de l'inspiration de la culture populaire dans laquelle Parkinson-Morgan est baignée, les livres font des références régulières à des œuvres aussi variées que The Elder Scrolls, le Taoïsme, la civilisation de Babylone.